# جرمی اسپرینکل
جرمی اسپرینکل (انگلیسی: Jeremy Sprinkle؛ زادهٔ ۱۰ اوت ۱۹۹۴) بازیکن فوتبال آمریکایی است.
از باشگاه‌هایی که در آن بازی کرده‌است می‌توان به واشینگتن ردسکینز اشاره کرد.